# Пчелно
Пчелно е село в Североизточна България. То се намира в община Антоново, област Търговище.

## География
Селото е разположено на 492 метра надморска височина в Източния Предбалкан, в географската област Тузлук.

## История
Традиционното име на селото е Куванджилар и населението му е предимно турско. Жителите на Куванджилар участват активно в мюсюлманските бунтове, когато в средата на юни група от 34 бунтовници от селото, водени от Чакироглу Исмаил, се предават доброволно на властите и малко по-късно са освободени.